# موزه ادو-توکیو

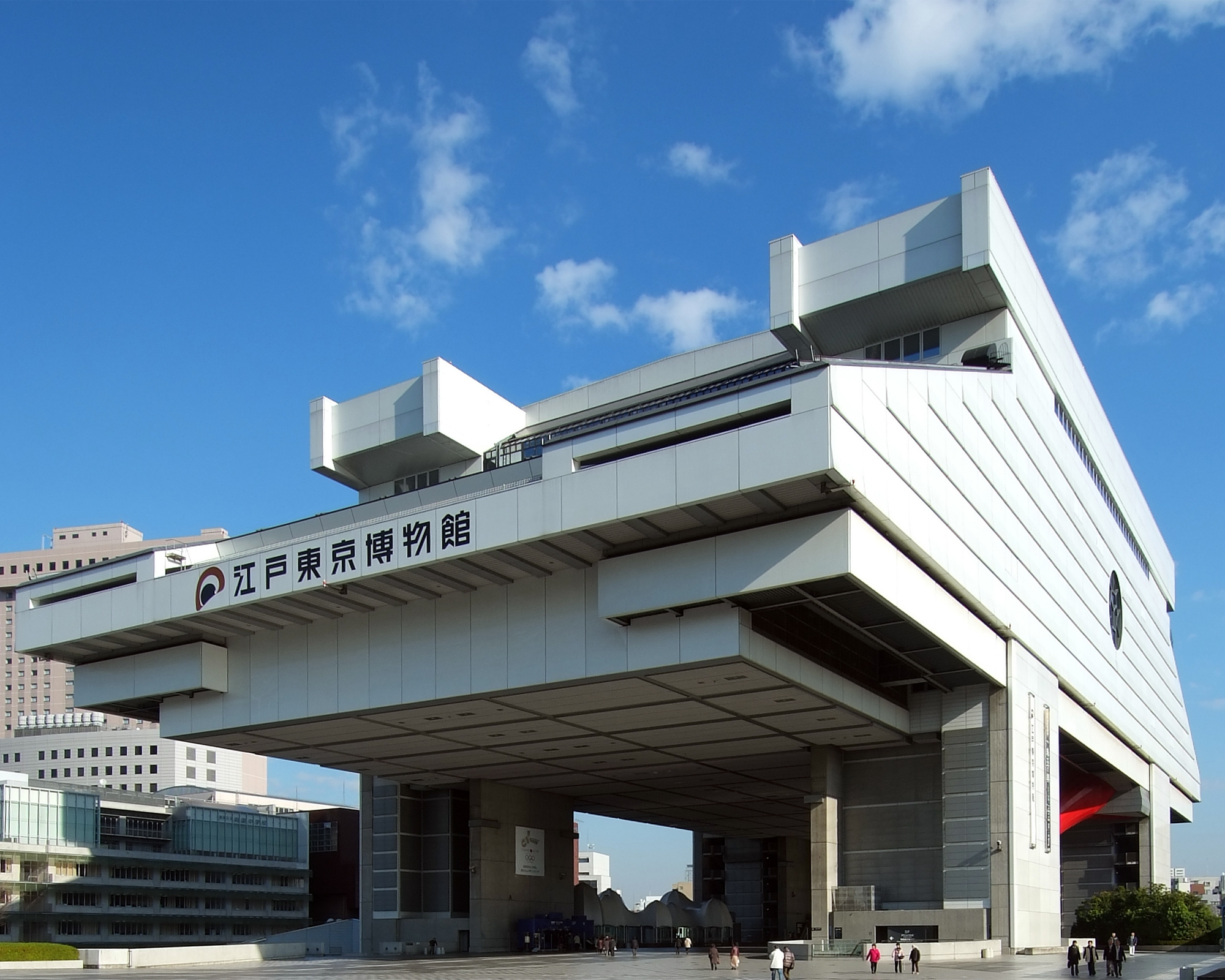
موزه ادو-توکیو.

موزه ادو توکیو (به ژاپنی: 東京都江戸東京博物館 Tokyo-to Edo-Tokyo Hakubutsukan) در منطقهٔ سومیدا در توکیو، پایتخت ژاپن واقع شده‌است. این موزه در سال ۱۹۳۳ میلادی تأسیس شده‌است و در کنار ورزشگاه ریوگوکو کوکوگیکان قرار دارد. این موزه دارای یک طبقه در زیرزمین و ۷ طبقه در بالای زمین است و به تاریخ و فرهنگ توکیو اختصاص دارد. ساعت کار از ساعت ۱۰ صبح تا ۶ بعدازظهر. پنجشنبه و جمعه‌ها تا ۸ بعدازظهر. کتابخانهٔ این موزه دارای ۱۷۰٬۰۰۰ کتاب است. در طبقهٔ هفتم آن رستوران به سبک سنتی ژاپن وجود دارد. ورودی ۶۰۰ ین است.

## دسترسی
- ایستگاه ریوگوکو (両国駅) سه دقیقه تا موزه پیاده راه است.
  - ■ جی آر، خط چوئو-سوبو
  -  متروی توئی، خط اوادو

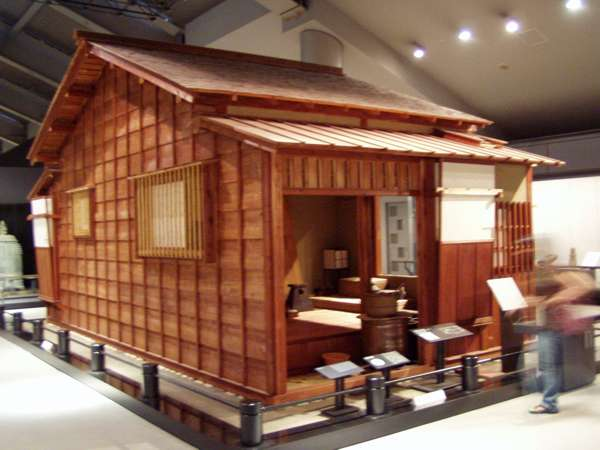
داخل موزه